# Cempeh
Cempeh is een bestuurslaag in het regentschap Indramayu van de provincie West-Java, Indonesië. Cempeh telt 4093 inwoners (volkstelling 2010).